# The Forests and Forest Flora of the Colony of the Cape of Good Hope
The Forests and Forest Flora of the Colony of the Cape of Good Hope (abreviado Forest Fl. Cape) es un libro con ilustraciones y descripciones botánicas que fue escrito por el botánico, pteridólogo briólogo, artista botánico escocés Thomas Robertson Sim y publicado en el año 1907. 
Los Bosques y su flora en la Colonia del Cabo de Buena Esperanza es un libro de referencia botánica escrito e ilustrado por Thomas Robertson Sim, y publicado en 1907 por Taylor & Henderson de Aberdeen. En ese momento él era el Conservador de los Bosques de Natal, y había sido el Oficial Forestal del Distrito en Ciudad de King William, con lo que poseía una gran cantidad de experiencia para la creación de esta obra monumental. Sim había escrito anteriormente un gran número de libros como "Handbook of Kaffrarian Ferns", "The Ferns of South Africa" y "Botanical Observations on the Forests of Eastern Pondoland". Él era un socio, tanto de la Sociedad Linneana y la Royal Horticultural Society, con excelentes credenciales para la producción de esta extensa flora del Cabo.

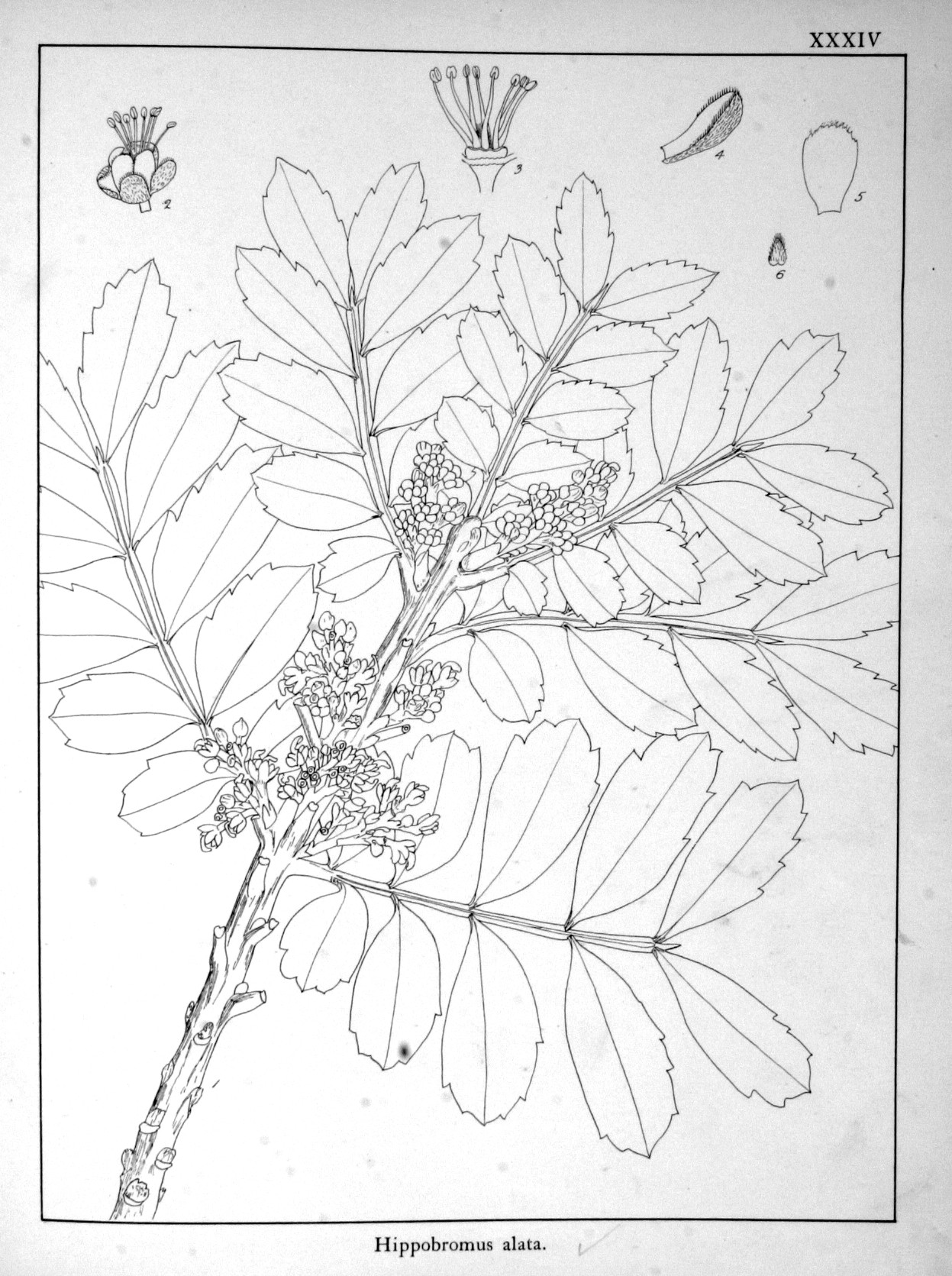
Hippobromus alata

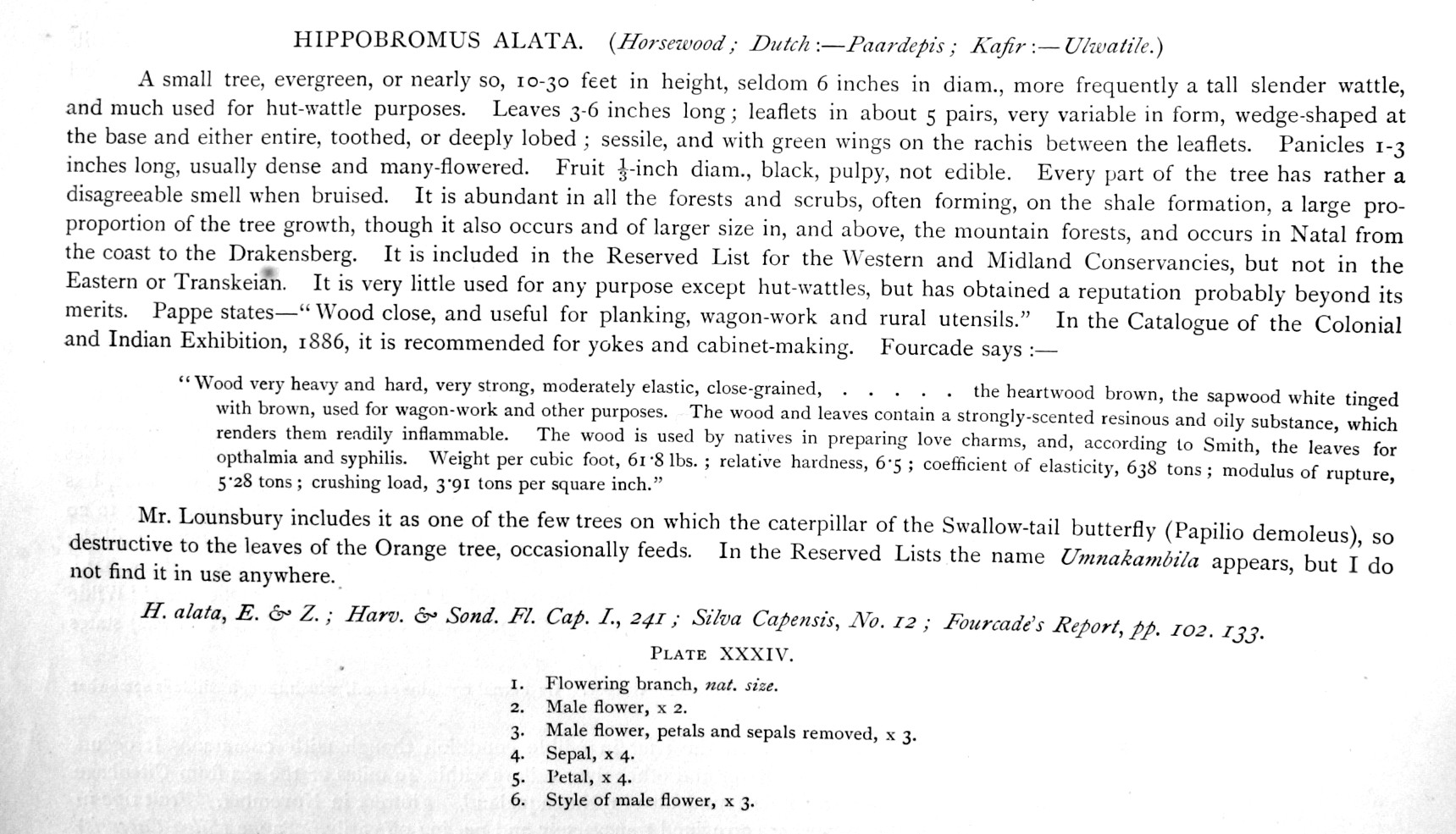
Hippobromus alata

## Formato y contenido
El libro es de gran formato (240mm x 300mm) y consta de 365 páginas de texto, seguido por 160 placas de dibujos del autor. Los capítulos son como sigue:
- I Los Bosques
- II Zona y valor de los Bosques
- III Composición Económica de los Bosques
- IV Factores que Afectan Crecimiento Forestal
- V Reducción de Áreas Forestales en el Pasado
- VI Factores que Afectan la Distribución de Especies
- VII Valor Económico del Cabo Timbers
- VIII La protección y explotación de los bosques
- IX Artificial forestar
- X Epítome de la historia de Cabo Forestal
- XI Especies reservados bajo la Ley de Bosques
- XII Índice sinóptico para Indígenas leñosa Genera
- XIII Clave Artificial del Genera
- XIV Descripciones sistemáticas
- Placas 1-160